# Scuola vaticana di paleografia diplomatica e archivistica
La Scuola vaticana di paleografia, diplomatica e archivistica fu creata nel 1884, per volontà di papa Leone XIII, presso l'Archivio Segreto Vaticano (in locali con ingresso dal Cortile del Belvedere), allo scopo di formare paleografi e archivisti e trasformare l'Archivio in un centro internazionale di ricerche storiche.
La Scuola propone 3 corsi: il corso biennale di Paleografia e Diplomatica, il corso annuale di Archivistica e il corso annuale di Paleografia greca.
A tutti i corsi si accede, per i laici con laurea quinquennale o con titolo universitario equivalente, per gli ecclesiastici con licenza o dottorato.
Per l'ammissione al corso biennale e al corso di Paleografia greca è necessario superare una prova scritta, rispettivamente in latino o in greco. Sono previsti esami orali e scritti alla fine di ogni anno, per tutti i corsi.
Il numero degli iscritti non può superare i 36 per corso.
La scuola non è gratuita e per frequentarla è necessaria anche una presentazione di una Università, o di un Istituto equivalente, o di uno studioso di chiara fama.

## I corsi

### Il Corso biennale di Paleografia e Diplomatica
Il corso è basato sui seguenti insegnamenti:

I anno

- Paleografia latina
- Diplomatica generale
- Archivistica

II anno

- Diplomatica pontificia
- Sigillografia
- Codicologia

### Il Corso annuale di Archivistica
Il corso fornisce gli insegnamenti di:

- Archivistica teorica
- Archivistica pratica

### Il Corso annuale di Paleografia Greca
Il corso fornisce il solo insegnamento di:

- Paleografia greca

## Descrizione e storia

### La Scuola a fine Ottocento
Leone XIII, che aveva aperto alla pubblica consultazione l'Archivio Storico Vaticano nel 1881, aveva anche istituito una Commissione cardinalizia per gli studi storici ed intendeva promuovere l'edizione di documenti, in particolare di antiche lettere papali, a difesa della verità storica contro gli attacchi alla chiesa cattolica.
Nel 1884 il paleografo Isidoro Carini, che a Palermo insegnava nella Scuola di paleografia, ottenne per primo l'incarico di docente nella neonata Scuola di paleografia e critica storica - come allora si chiamava - istituita da Leone XIII, con epistola al card. Joseph Hergenröther del 15 maggio 1884 (La singolare importanza). Il Regolamento organico e disciplinare per gli Officii dell'Archivio Segreto Pontificio, insieme agli Ordinamenti per la Scuola di Paleografia presso l'Archivio Pontificio Vaticano era stato dato con motu proprio Fin dal principio del 1º maggio dello stesso anno.
La Prolusione, che segnava l'inizio dei corsi, fu pronunciata il 16 marzo 1885. Come guide per gli allievi, Isidoro Carini pubblicò tre opuscoli: Sommario brevissimo delle lezioni di paleografia, 1885, Piccolo manuale di sigle ed abbreviazioni dell'epigrafia classica, 1886, e Argomenti di paleografia e critica storica trattati negli anni 1885, 1886, 1887. Angelo Melampo successe nell'insegnamento ad Isidoro Carini, morto improvvisamente, il 25 gennaio 1895.

### La Scuola dall'inizio del Novecento al 1943
Un nuovo impulso lo diede il francescano conventuale Bruno Katterbach, che fu titolare degli insegnamenti, dal 1913 fino all'improvvisa sua morte, il 29 dicembre 1931. Per decisione del prefetto dell'Archivio Angelo Mercati e del cardinale Franz Ehrle, fu chiamato a succedergli Giulio Battelli (che dal 1927 era scrittore dell'Archivio e aiutava Katterbach nell'insegnamento). Battelli ha insegnato nella Scuola, da gennaio 1932 al 1978, salvo una interruzione dei corsi per cause belliche, dal 1943 al 1945.
Le Lezioni di paleografia di Giulio Battelli, edite per la prima volta nel 1936, sono state il primo vero testo organico della Scuola.

### La Scuola dal 1946 al 1978
Nel 1954 Battelli pubblicava le Annotationes allo Statuto della Scuola. Alla morte di mons. Angelo Mercati, nel 1955, Giulio Battelli divenne direttore della Scuola. Il 21 maggio 1976 fu approvato da papa Paolo VI un nuovo Statuto della Scuola e fu riformato il Regolamento interno: da quel momento non furono più ammessi allievi non laureati al Corso biennale.

### La Scuola dal 1979 al 1999
Quando nel 1978 Giulio Battelli lasciò l'insegnamento, numerosi erano i suoi allievi. Nacque l'idea di organizzare seminari, cui essi potessero partecipare numerosi. Scrittura, biblioteche e stampa a Roma nel Quattrocento era l'argomento di due seminari, del 1979 e del 1982. Si celebrano con varie iniziative, anche editoriali e con raccolta di documentazione relativa all'attività didattica, i primi cento anni della Scuola.
Nel 1985 la mostra documentaria Il sigillo nella storia della civiltà, attraverso i documenti dell'Archivio segreto vaticano è stata organizzata con l'apporto della Scuola, degli insegnanti come degli alunni.

### La Scuola dopo il 2000
La Scuola si è dotata di un'aula multimediale, con 36 monitor per gli allievi, direttamente collegati al computer del docente. Si utilizzano proiezioni di testi e di immagini, in formati digitali e tridimensionali. Un video-presenter proietta le immagini di documenti e di codici, direttamente sui monitor degli allievi, evidenziando i dettagli della scrittura, della legatura e dell'ornamentazione di ogni codice. L'aula è collegata ad una biblioteca specializzata, in parte formata da donazioni di docenti e di allievi. Col nuovo Regolamento del 2018 non sono più ammessi studenti non laureati al Corso annuale di Archivistica.

## Riconoscimento in Italia
Pur esistendo già da decenni, il regolamento per gli archivi di Stato del 1911, ai fini del conseguimento degli impiegati di 1ª categoria di un diploma di paleografia e archivistica, non riconosceva la Scuola vaticana, ma solo le scuole istituite presso gli archivi di Stato e il corso di paleografia e scienze ausiliarie della storia presso il R. Istituto di studi superiori, pratici e di perfezionamento di Firenze. Nel Concordato del 1929, invece, all'art. 10 venivano riconosciuti in Italia i «diplomi che si conseguono nelle scuole di paleografia, archivistica e diplomatica documentaria erette presso la biblioteca e l’archivio nella Città del Vaticano». Tuttavia, nulla fu modificato, trovandosi ancora nel 1963 il solo riconoscimento delle scuole di archivistica paleografia e diplomatica degli archivi di Stato e di quelle istituite presso le università italiane. Nel 1966 si verificò una prima inversione di tendenza da parte dell'amministrazione delle biblioteche statali, per la quale il diploma di paleografia vaticano veniva riconosciuto quale titolo valutabile nei concorsi per la carriera direttiva. La disposizione del 1929 fu confermata e ampliata nella revisione del 1984, ratificata dall'Italia con Legge 25 marzo 1985, n. 121 ed entrata in vigore il 3 giugno 1985. Anche i requisiti per l'iscrizione all'elenco professionale degli archivisti stabiliti dal decreto ministeriale 20 maggio 2019, n. 244 accettano espressamente il diploma biennale della scuola vaticana. Il nuovo regolamento per le scuole d'archivistica, che sostituiva il decreto del 1911, riconosce dal 2021 l'equipollenza della frequenza della Scuola vaticana a quelle istituite presso gli archivi di Stato, per l'iscrizione diretta al secondo anno di corso.
A coronamento di questo processo, il decreto del Ministro dell'università e della ricerca di concerto con quello della cultura 24 dicembre 2024 applicava la legge e riconosceva la Scuola «istituzione della  formazione  superiore di rilevanza scientifica sul piano internazionale nei settori scientifico-disciplinari correllati alla paleografia, all’archivistica, alle scienze bibliografiche e biblioteconomiche», dichiarando i diplomi biennali conseguitivi «equivalenti ai corrispondenti diplomi di specializzazione rilasciati dalle università italiane e al diploma di specializzazione per gli archivisti di cui all’art. 2, comma 4, lettera a), del decreto 1° ottobre 2021, n. 241».